# Gle Toneng
Gle Toneng är ett berg i Indonesien.   Det ligger i provinsen Aceh, i den västra delen av landet, 1 800 km nordväst om huvudstaden Jakarta. Toppen på Gle Toneng är 376 meter över havet.
Terrängen runt Gle Toneng är varierad. Havet är nära Gle Toneng åt sydväst. Runt Gle Toneng är det ganska tätbefolkat, med 155 invånare per kvadratkilometer. Närmaste större samhälle är Banda Aceh, 13,9 km norr om Gle Toneng. I omgivningarna runt Gle Toneng växer i huvudsak städsegrön lövskog.